# خانه موحدی
خانه موحدی مربوط به دوره پهلوی است و در کرمان، ته باغ لله واقع شده و این اثر در تاریخ ۲۸ فروردین ۱۳۸۰ با شمارهٔ ثبت ۳۷۰۶ به‌عنوان یکی از آثار ملی ایران به ثبت رسیده است.